# Manel Puigbó Rocafort
Puigbó  Rocafort est un nom espagnol. Le premier nom de famille, en général paternel, est Puigbó ; le second, en général maternel, souvent omis, est Rocafort.
Manel Puigbó Rocafort, né le 31 août 1931 à Terrassa, est un international espagnol de rink hockey des années 1950 et 1960.

## Parcours
Il commence sa carrière à l'infantil del Creu Roja, en passant ensuite à l'infantil du RCD Espagnol. Ensuite, il joue deux saisons au CH Colline, et se rend ensuite à l'Espanyol, où il connaît ses meilleures années sportives, en gagnant cinq championnats de Catalogne et quatre d'Espagne. Au début des années 1960, part en Suisse et Belgique pour ses études et y travaillé. Il revient en 1962 de nouveau à l'Espanyol. Postérieurement, il joue au CE Laietà, Gérone CH, CP Vilanova et Igualada HC, dont il est entraîneur,. Il entraîna également le Laietà et au Verger.
Avec la sélection espagnole, il est sélectionné entre 1951 et 1965. Il participe à 148 rencontres internationales. Il gagne notamment trois championnats du Monde et un d'Europe.
Il joue au hockey sur glace au FC Barcelone entre 1973 et 1976.
Durant les années 70, il dessine plusieurs équipements électroniques dont le Kentelec 8, qui est le premier micro-ordinateur conçut en Espagne. Il fut professeur de l'École Technique Supérieure d'Ingénieurs Industrielles de Barcelone de l'Université Politècnica de Catalogne.

## Palmarès
- Championnat du Monde :
  - 1954, 1955, 1964

- Championnat d'Europe :
  - 1957

- Coupe des Nations :
  - 1953, 1957, 1959, 1960

- Coupe Latine :
  - 1958

RCD Espagnol
- Championnat de Catalogne:
  - 1952, 1953, 1955, 1956, 1958
- Championnat d'Espagne :
  - 1954, 1955, 1956, 1957
- Coupe des Nations :
  - 1952

FC Barcelone
- Coupe d'Espagne de hockey sur glace :
  - 1976

CP Vilanova
- Coupe d'Espagne :
  - 1968